# Forte Monte Folaga
Il Forte Monte Folaga o Forte Monte Bolega, originariamente chiamato anche Forte Benedek, è un forte costruito dall'impero austriaco vicino alla città di Pastrengo e facente parte dell'omonimo gruppo.

## Descrizione
Ultimato nel 1861, sorge su una altura a 190 m a battere la zona tra Sandrà e Bussolengo arrivando fino a Lazise. Gli austriaci lo intitolarono al comandante generale ungherese Ludwig von Benedek. Passato di mano al Regio Esercito con l'annessione del Veneto al Regno d'Italia del 1866, venne rinominato in Forte Monte Folaga, dall'omonimo monte dove sorge.
Sul ramparo disponeva di svariate postazioni in barbetta nonché ulteriori cannoniere protette da mura on in casamatta. Concettualmente è molto simile al vicino forte Piovezzano (o forte Degenfeld). Possiede inoltre diversi ridotti per ospitare la guarnigione. Il forte, oggi di proprietà privata, gode di un buono stato di conservazione ed è visitabile. Al suo interno si può trovare una cantina e un Relais per soli adulti con alloggi di pregio che valorizzano il contesto storico.

### Armamento
L'armamento principale consisteva in 15 pezzi di artiglieria di vario calibro.